# Oculobrium wiesneri
Oculobrium wiesneri là một loài bọ cánh cứng trong họ Cerambycidae.